# Thibau Nys
Thibau Nys (ur. 12 listopada 2002 w Bonheiden) – belgijski kolarz szosowy i przełajowy.
Jego ojciec, Sven Nys, również był kolarzem.

## Osiągnięcia

### Kolarstwo szosowe
Opracowano na podstawie:
2021
- 2. miejsce w mistrzostwach Belgii U23 (start wspólny)
- 1. miejsce w mistrzostwach Europy U23 (start wspólny)

2022
- 3. miejsce w Antwerp Port Epic
- 1. miejsce w Flèche du Sud
  - 1. miejsce w klasyfikacji młodzieżowej
  - 1. miejsce na 3. etapie

2023
- 3. miejsce w Tour of Norway
  - 1. miejsce w klasyfikacji punktowej
  - 1. miejsce na 2. etapie
- 1. miejsce w Grosser Preis des Kantons Aargau

2024
- 1. miejsce na 1. 3.i 6. etapie Tour de Pologne.

### Kolarstwo przełajowe
Opracowano na podstawie:

2018
- 3. miejsce w mistrzostwach Europy juniorów

2019
- 3. miejsce w klasyfikacji generalnej Pucharu Świata juniorów
- 1. miejsce w mistrzostwach Europy juniorów

2020
- 1. miejsce w mistrzostwach świata juniorów

2021
- 3. miejsce w mistrzostwach Europy U23

2022
- 3. miejsce w mistrzostwach świata U23

## Rankingi

### Kolarstwo szosowe
| Rok             | 2021 | 2022 | 2023 | 2024 |
| --------------- | ---- | ---- | ---- | ---- |
| World Ranking   | 266. | 500. | 245. | 112. |
| UCI Europe Tour | 226. | 397. | -    | 91.  |
|                 |      |      |      |      |
| Źródło: UCI     |      |      |      |      |